# Christian Gottlieb Ziller
Christian Gottlieb Ziller (* 9. Dezember 1807 in Radebeul; † 30. Juli 1873 in Oberlößnitz) war ein deutscher Baumeister in der sächsischen Lößnitz nordwestlich der Residenzstadt Dresden. Er stammte aus der sächsischen Baumeisterfamilie Ziller und war ein Vetter des in Potsdam wirkenden Regierungsbaurats Christian Heinrich Ziller sowie Vater des später in Griechenland tätigen Baumeisters des griechischen Königs Ernst Ziller sowie dessen jüngerer Brüder, der Gebrüder Moritz und Gustav Ziller, die die väterliche Baufirma ab 1867 gemeinsam als Baufirma „Gebrüder Ziller“, kurz „Gebr. Ziller“, fortführten.
Insgesamt sind in der Lößnitz etwa 30 Bauten Christian Gottlieb Ziller zuzuordnen, wobei die meisten durch vielfache Umbauten ihre Zillersche Ursprünglichkeit verloren haben oder inzwischen abgebrochen wurden.

## Leben und Wirken

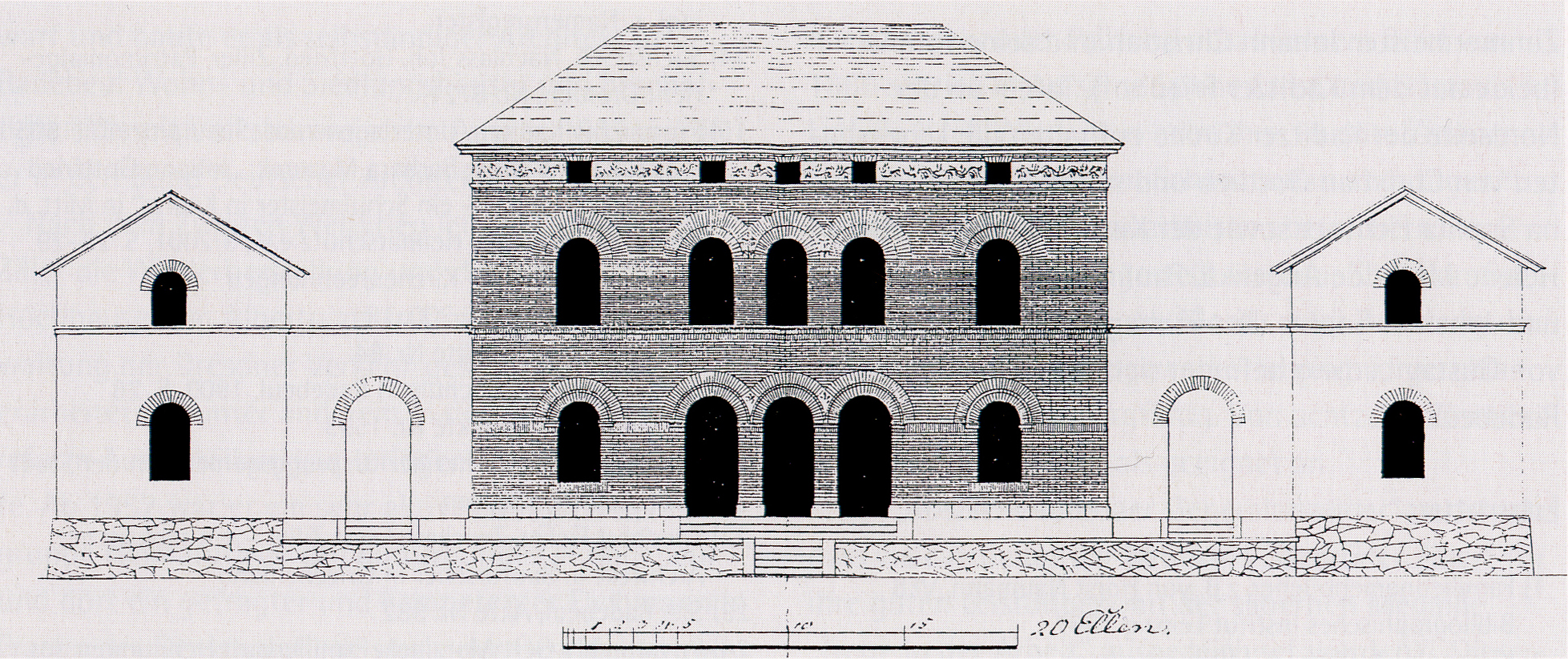
Entwurf Christian Gottlieb Zillers zu seinem Landhaus Augustusweg 4

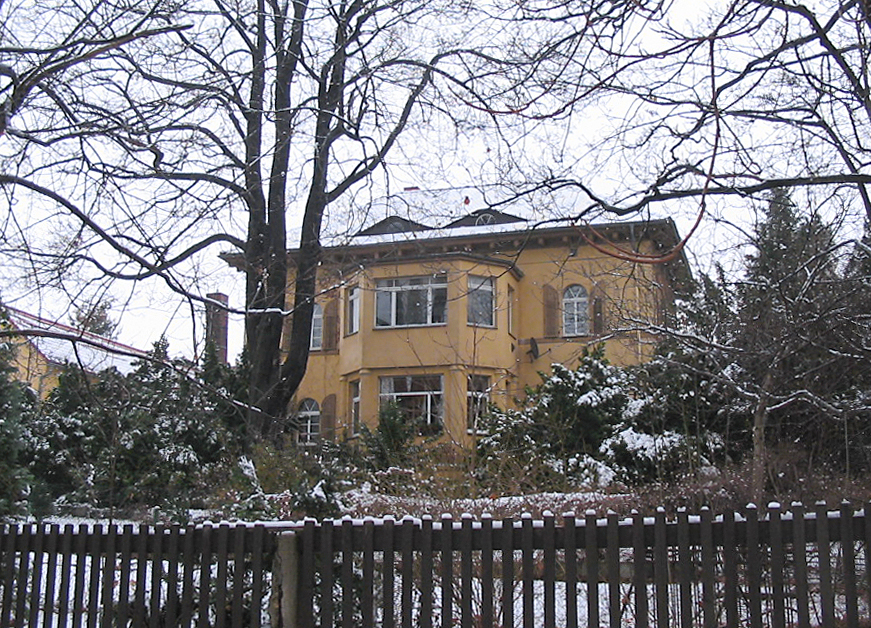
Das Landhaus heute mit polygonalem Vorbau, ohne rechtes Nebengebäude

Christian Gottlieb, der ältere Sohn des Zimmermeisters Johann Christian Ziller in Alt-Radebeul, erlernte bei seinem Vater das Handwerk des Zimmermeisters. Anfang der 1830er Jahre studierte er nach dem Vorbild seines älteren Vetters Christian Heinrich Ziller, der inzwischen in Potsdam Regierungsbauinspektor war, Architektur an der Akademie der Bildenden Künste Dresden, unter anderem bei dem Landbaumeister Carl August Benjamin Siegel und bei Joseph Thürmer. 
Ab 1834 errichtete sich der Baumeister Ziller für seine Familie und sein Baugeschäft auf dem großen Grundstück Augustusweg 4 einen durch seine klassizistische Ausbildung geprägten, für die Region neuen „italienischen“ Haustyp, ein Landhaus im Toskanastil. Er war mit diesem südlichen Bautyp fünf Jahre früher als Gottfried Semper, der 1839 in Dresden die richtungsweisende Villa Rosa baute. Das Haupthaus wurde rechts und links von zwei eingeschossigen Nebengebäuden mit Satteldach eingefasst, von denen heute das linke, westliche noch vorhanden ist. Nach Abschluss der Arbeiten am Haus, 1836, verlegte er das von seinem Vater Johann Christian um 1800 in Radebeul gegründete und von ihm übernommene Baugeschäft nach Serkowitz (ab 1839 Oberlößnitz) auf sein neuerrichtetes Anwesen.
Das Grundstück lag zu dieser Zeit auf Serkowitzer Weinbergsflur und kam mit der Gemeindegründung im Jahr 1839 zu Oberlößnitz. Von den 10 Kindern, die Christian Gottlieb und seiner Frau Johanna Sophie geb. Fichtner in diesem Haus geboren wurden, kamen die erstgeborenen Ernst Moritz Theodor (1837–1923) und Moritz Gustav Ferdinand (1838–1895) noch in Serkowitz zur Welt, alle anderen wie Gustav Ludwig (1842–1901) und Paul Friedrich (1846–1931), in Oberlößnitz. Zwei der Töchter verstarben früh, Sophia Alwina Johanna mit drei Jahren und Sophie Eugenia mit 21 Jahren. Auf diesem Anwesen verlebten die Kinder ihre Kindheit und erhielten sie ihre erste Lehrzeit.
Christian Gottlieb errichtete ab 1835 in Oberlößnitz zwischen dem alten Haus Steinbach und Haus Sorgenfrei die Villa Zembsch. Im Jahr 1854 erneuerte er in Kaditz, der für ihn zuständigen Parochie, die Dorfschule (heute Alte Schule), wo sein Onkel Johann Gottfried 35 Jahre lang als Schulmeister und Kantor gewirkt hatte und sein Vater, der Zimmermann Johann Christian, neben Reparaturen an der Emmauskirche selbst solche am Pfarr- und Diakonatsgebäude, welche speziell 1802 nach einem Brand sehr umfänglich ausfielen, sowie an weiteren Kircheneinrichtungen wie der Schule, der Scheune, einer Pächterwohnung und der Wohnung seines Bruders, des Kantors, ausführte. Auch baute sein Vater im dortigen Pfarrhaus 1808 eine Räucherkammer sowie 1817 ein Taubenhaus.
Neben weiteren Villen und Landhäusern war Christian Gottlieb Ziller an den Kirchenbauten in Lomnitz und in Lichtenberg in der Lausitz beteiligt. Bemerkenswert ist in Lichtenberg die von acht Pfeilern getragene, flachelliptische Kuppel, die den Kirchenraum überspannt.
Der Sohn Moritz trat 1859 in das väterliche Unternehmen ein und firmierte es nach dem Eintritt des Bruders Gustav 1867 zur Baufirma „Gebrüder Ziller“ um. Christian Gottlieb Ziller verstarb 1873 und wurde auf dem Kirchhof der Kirche in Kaditz beerdigt.

## Rezension
Hofmann schreibt 1853 in Das Meißner Niederland …: „Weiter an der Chaussee stehen etwas höher in angenehmen Blumen- und Weingärten, die vor einigen Jahren vom Zimmermeister Ziller erbauten 4 äußerst geschmackvollen Villa's, deren erste jetzt der russ. Apotheker Stolle aus Moskau, die zweite der Kaufm. Schnabel, die dritte vordem Kaufm. Weiß und die vierte jetzt der Gerichtsdirek. Nörner besitzt. − Diesem folgt der schöne große Gasthof „zur goldenen Weintraube“ …“ Bei diesen somit westlich der Goldenen Weintraube (Landesbühnen Sachsen) auf der Nordseite der Meißner Straße stehenden Villen handelt es sich um die Villa Borstraße 9 (Brandkatasternummer 8, später Teil von Dr. Kadners Sanatorium) sowie um die Villa Borstraße 7 (Brandkatasternummer 7), die, im Jahr 1845 errichtet, 1865 von Christians Sohn Moritz aufgestockt wurde. Laut Adressbuch der Parochie Kötzschenbroda 1869, Band II für Niederlößnitz, besaß der ehemalige Gerichtsdirektor Theodor Nörner das Anwesen mit der Brandkatasternummer 6, welches der Meißner Straße 162 entspricht. Das letzte Gebäude wäre noch zu identifizieren.

## Werk (Auswahl)

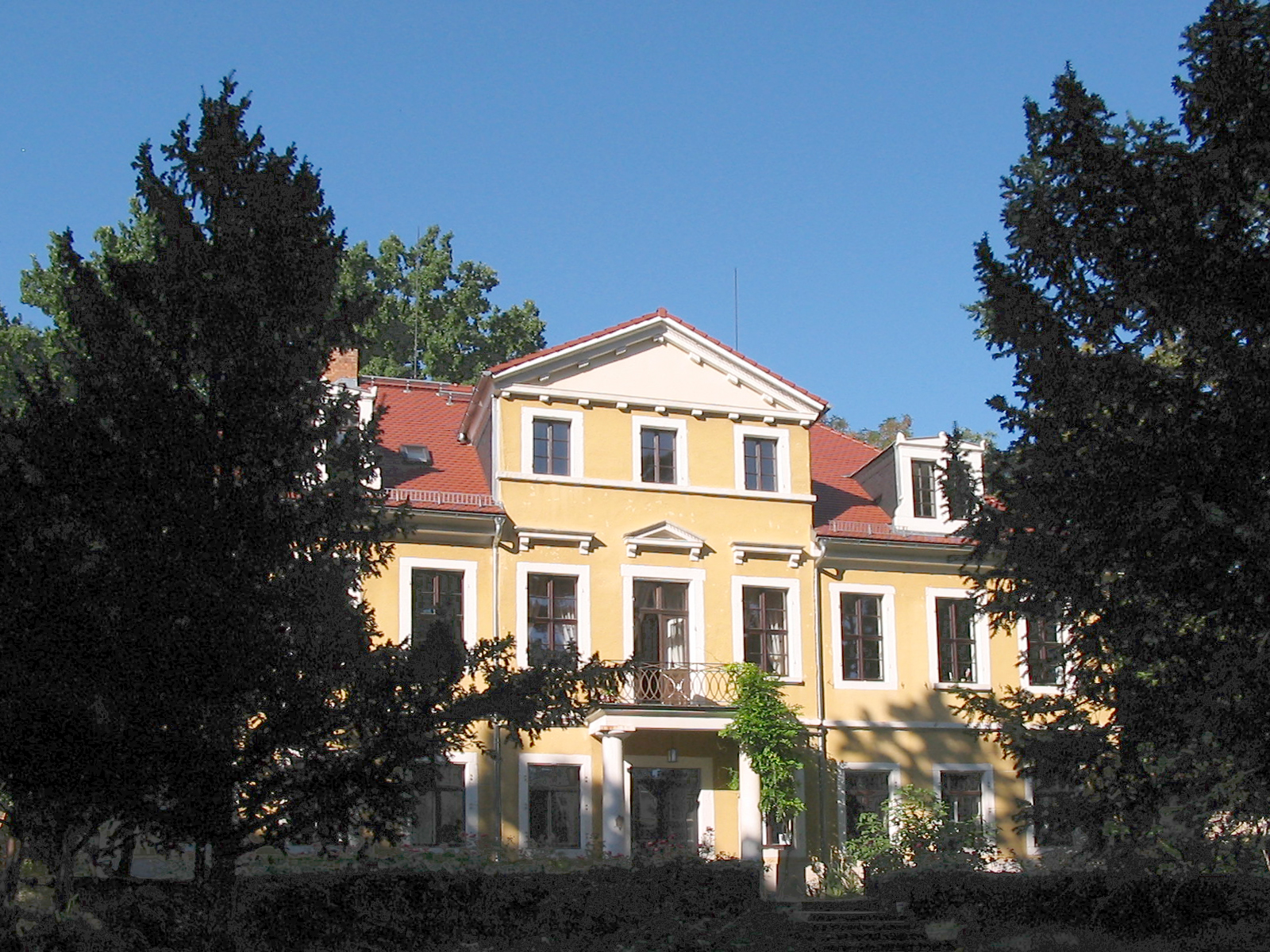
Villa Steinbach (Villa Zembsch)

Insgesamt sind in der Lößnitz etwa 30 Bauten Christian Gottlieb Ziller zuzuordnen, wobei die meisten durch vielfache Umbauten ihre Zillersche Ursprünglichkeit verloren haben oder inzwischen abgebrochen wurden.
- 1834: Landhaus Christian Gottlieb Ziller (Wohnhaus von Vater Christian Gottlieb Ziller und Geburtshaus aller Ziller-Geschwister)
- 1835: Villa Zembsch
- 1840/1841: Kirchbau in Lomnitz (zusammen mit Amtsmaurermeister Karl August Ehrig, nach Entwurf des Dresdner Architekten Ernst Hermann Arndt)[3][4][5]
- 1840/1841: Lichtenberger Kirche in Lichtenberg (nach Entwurf von Ernst Hermann Arndt)
- 1845: Villa Borstraße 7 in Niederlößnitz (später durch Moritz Ziller aufgestockt)
- 1848: Grundbau für die spätere Villa Moritz Ziller in Serkowitz, Augustusweg 5 (1870 durch Moritz Ziller umgebaut)
- um 1850: Gotisches Haus in Niederlößnitz, Heinrich-Zille-Straße 5 (2007 wegen Baufälligkeit abgebrochen)
- um 1850: Villa Borstraße 9 in Niederlößnitz (später Teil von Dr. Kadners Sanatorium)
- um 1850: wohl Kernbau des Mohrenhauses in Niederlößnitz
- 1853 erwähnt: Villa Borstraße 11 in Niederlößnitz
- 1853 erwähnt: Villa Meißner Straße 162 in Niederlößnitz
- 1853/1854: Schulhaus mit Betsaal (seit 1992 Grundschule) Oberlößnitz, Augustusweg 42 (zusammen mit Maurermeister Götze, Niederlößnitz)
- 1854: Erneuerung Alte Schule in Dresden-Kaditz, Altkaditz 32 (zusammen mit Maurermeister Götze, Niederlößnitz)
- Ziegelbrennofen direkt oberhalb der Gaststätte Wilhelmshöhe,[6] Wahnsdorf

## Literatur

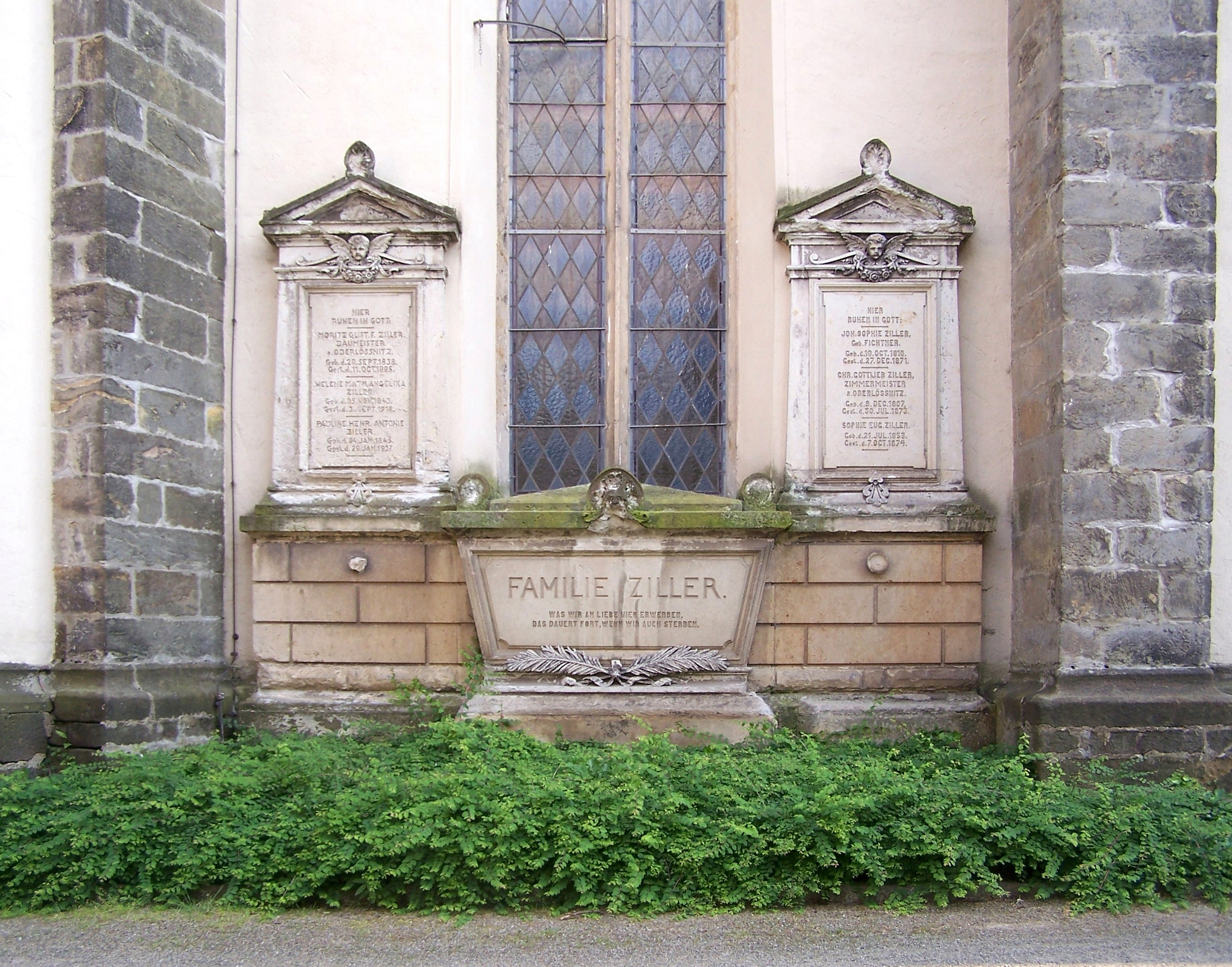
Familienbegräbnis Christian Gottlieb Ziller sowie der Kinder Moritz, Helene Mathilde Angelika, Pauline Henriette Antonie und Johanna Sophie auf dem Kirchhof Kaditz, Nordwand der Kirche